# Anatoli Brandoukov
 (mai 2025).
Si vous disposez d'ouvrages ou d'articles de référence ou si vous connaissez des sites web de qualité traitant du thème abordé ici, merci de compléter l'article en donnant les références utiles à sa vérifiabilité et en les liant à la section « Notes et références ».
Anatoli Andreïevitch Brandoukov (en russe : Анато́лий Андре́евич Брандуко́в) est un violoncelliste russe, né le 25 décembre 1858 (6 janvier 1859 dans le calendrier grégorien) à Moscou et mort le 16 février 1930.

## Biographie
Il fait ses études au Conservatoire de Moscou avec Bernhard Cossmann (en) et Wilhelm Fitzenhagen comme violoncelliste et avec Piotr Ilitch Tchaïkovski comme théoricien. En 1877, il obtient son diplôme avec une médaille d’or et part en Suisse. Il se rend assez souvent à Paris où il rencontre Ivan Tourgueniev et a beaucoup du succès comme soliste. En 1881, il interprète le Premier concerto de Camille Saint-Saëns, l’orchestre étant sous la direction de l'auteur. Brandoukov se produit également comme musicien de chambre notamment au sein du Quatuor Martin Marsick, avec Franz Liszt, Anton Rubinstein et d’autres.
En 1890, après la mort de Fitzenhagen, Tchaïkovski propose Brandoukov comme professeur de violoncelle au Conservatoire de Moscou, mais le directeur Vassili Safonov refuse sa candidature, le jugeant trop jeune pour ce poste.
Brandoukov revient en Russie en 1906 et devient directeur du Collège musical de la Société musicale. Après la Révolution d’Octobre, il reste en Russie et continue à se produire en concert et à enseigner. En 1921, il est nommé professeur au Conservatoire, poste qu'il garde jusqu’à sa mort.
Brandoukov passe pour l’un des meilleurs violoncellistes de son temps et l’un des fondateurs de l’école moderne russe de violoncelle. Certaines œuvres lui sont dédiées, notamment Pezzo capriccioso de Tchaïkovski et la Sonate de Sergueï Rachmaninov. Il a composé quelques morceaux, mais la plupart de ses manuscrits sont perdus.
Brandoukov est enterré au cimetière de la Présentation (Moscou).